# James D. Wallace
James Donald Wallace (21 de mayo de 1937-7 de julio de 2019) fue un profesor de Filosofía Moral en la Universidad de Illinois y autor de varios libros sobre moralidad y ética encuadrados en la tradición filosófica americana del pragmatismo, particularmente la teoría ética de John Dewey.  Sus obras incluyen Norms and Práctices (2008), Ethical Norms, Particular Cases (1996), Moral Relevance and Moral Conflict (1988) y Virtues and Vices (1978), así como numerosos artículos. Su actividad docente abarcó temas como la teoría del valor, el razonamiento práctico, la filosofía social y política, la filosofía griega antigua y la filosofía del arte."
Wallace era el padre del novelista americano David Foster Wallace.

## Educación
Wallace se graduó con un BA de Amherst Universidad en 1959 y un PhD de la Universidad de Cornell en 1963.